# 苗栗桐花公園
苗栗桐花公園，位於台灣苗栗縣銅鑼鄉。後由苗縣府委外經營，2016年11月底標租，由金騰國際傳播公司得標，承租九年，並打造為「貓貍影城桐花樂園」。2011年台灣燈會主燈「玉兔呈祥」亦保存於此。

## 外部連結
- 官方網站